# Fenologia
A fenologia (forma contraída de “fenomenologia” (é o ramo da Ecologia que estuda os fenômenos periódicos dos seres vivos e suas relações com as condições do ambiente, tais como temperatura, luz e umidade. A migração das aves e a floração e frutificação de plantas são exemplos de fenômenos cíclicos estudados pela fenologia.
Ela estuda as mudanças exteriores (morfologia) e as transformações que estão relacionadas ao ciclo da cultura. Representa, portanto, o estudo de como a planta se desenvolve ao longo de suas diferentes fases: germinação, emergência, crescimento e desenvolvimento vegetativo, florescimento, frutificação formação das sementes e maturação. 
Muitos processos fenológicos, como a queda de folhas e a floração, estão claramente relacionados ao clima.

## Importância

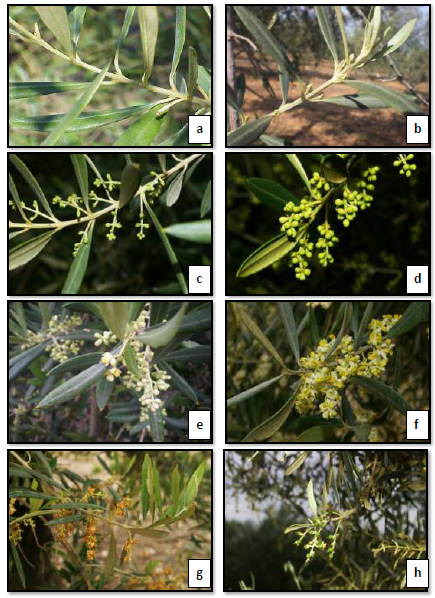
Evolução fenológica da floração de oliveira. BBCH: a-50, B-51, C-54, d-57; f-65; g-67; h-68 (J. Oteros)

Os estudos fenológicos têm ganho especial importância na última década devido ao seu papel relevante no manejo e conservação de vegetações nativas.  
A fenologia contribui para o entendimento da regeneração e reprodução das plantas, da organização temporal e dos recursos dentro das comunidades, das interações planta-animal e da relação da história de vida dos animais que dependem das plantas para alimentação.
O estudo destes fenômenos fenológicos também é importante para a compreensão da estrutura dos ecossistemas florestais.
Tais informações permitem identificar respostas das plantas aos fatores abióticos e edáficos. Além disso, estas observações são de grande utilidade para o desenvolvimento de um plano adequado de ordenamento da floresta, sob um enfoque silvicultural, e para preservação da vida dentro dos recursos florestais.

## Fenologia da Cana-de-açúcar
Os estágios fenológicos da cana-de-açúcar são os seguintes:
- Brotação e emergência;
- Perfilhamento;
- Crescimento dos colmos;
- Maturação dos colmos.

### Brotação e emergência
- O broto rompe as folhas da gema e se desenvolve em direção à superfície do solo. Ao mesmo tempo surgem as raízes do tolete. A emergência do broto ocorre de 20 a 30 dias após o plantio. O broto é um caule em miniatura que surge acima da superfície do solo (chamado de colmo primário). Esta fase depende da qualidade da muda, ambiente, época e manejo do plantio. Neste estágio ocorre, ainda, o enraizamento inicial (duas a três semanas após a emergência) e o aparecimento das primeiras folhas.

### Perfilhamento
- Perfilhamento é o processo de emissão de colmos por uma mesma planta, os quais recebem a denominação de perfilhos. O processo de perfilhamento é regulado por hormônios e resulta no crescimento de brotos que vão em direção à superfície do solo. Esses brotos aparecem de 20 a 30 dias após a emergência do colmo primário. Por meio desse processo, ocorre a formação da touceira da cana-de-açúcar e a população de colmos que será colhida. É importante destacar que a formação do sistema radicular da touceira é resultado do desenvolvimento das raízes de cada perfilho.

Auge do perfilhamento: É quando ocorre a total cobertura do solo pela folhagem das plantas. Cada touceira possui o máximo de perfilhos.

### Crescimento dos colmos
- A partir do auge do perfilhamento, os colmos sobreviventes continuam o crescimento e desenvolvimento, ganhando altura e iniciando o acúmulo de açúcar na base. O crescimento é estimulado por luz, umidade e calor. Durante essa fase, as folhas mais velhas começam a ficar amareladas e secam.

Crescimento radicular vigoroso: O crescimento do sistema radicular torna-se mais intenso, tanto nas laterais quanto em profundidade. A maior parte das raízes estão nos primeiros 40 centímetros de profundidade, sendo esta a zona principal no que concerne a absorção de água e nutrientes por parte da cultura.
Definição da população final de colmos: O canavial pode atingir altura acima de três metros, com a população final de colmos, variando em função das condições de clima e solo.

### Maturação dos colmos
- Maturação inicial: A maturação inicia-se junto com o crescimento intenso dos colmos sobreviventes do perfilhamento das touceiras. É válido mencionar, novamente, que o excesso de açúcar permanece armazenado na base de cada colmo.

Maturação do terço médio: Quando as touceiras atingem altura igual ou superior a dois metros, nota-se o amarelecimento e a conseqüente seca das folhas que se encontram na altura mediana da planta, indicando  que já está sendo depositado açúcar nessa região.